# タシギ
タシギ（田鴫、学名：Gallinago gallinago）は、チドリ目シギ科タシギ属に分類される鳥。タシギ属の模式種。

## 分布
北アメリカ大陸、南アメリカ大陸北部・南部、砂漠帯や高山帯を除くユーラシア大陸、アフリカ中部・南部、日本列島、グレートブリテン島、アイルランド島、アイスランド島、フィリピン諸島、ジャワ島、セイロン島、ボルネオ島、スマトラ島、西インド諸島。
ユーラシア大陸北部、北アメリカ大陸北部で繁殖し、冬季はヨーロッパ南部、アフリカ、中東、インド、東南アジア、北アメリカ大陸南部に渡り越冬する。
日本では、春と秋に渡りの途中に飛来する旅鳥、もしくは本州中部以南では越冬のため飛来する冬鳥。

## 形態
体長は約27 cm、翼開長は約43 cm。頭部、胸部、背面は褐色に黒と白が混ざったような羽毛で覆われる。この体色は草の中では保護色になる。腹部の羽毛は白い。次列風切羽の先端部の羽毛は白い。尾羽は通常14枚。
嘴は長く、直線的。雌雄同色である。

## 生態
日本では、水田、ハス田、湖沼畔、河川、内陸の湿地等に生息する。和名は田によくいることが由来。単独で生活するが、10頭前後の小規模な群れを形成することもある。
繁殖期には、湿地、草原、湿ったツンドラなどに生息する。
食性は動物食の強い雑食で昆虫類、節足動物、甲殻類、種子等を食べる。主に夜間に採餌するが、安全な場所では昼間も行動する。
繁殖形態は卵生。乾いた地上に営巣し、通常4卵を産む。抱卵は雌のみが行い、抱卵日数は17-20日である。
しわがれた声で「ジェッ」と1，2回鳴いて飛び立ち、体を左右に傾けながら急上昇しする。日本では５月頃、飛翔中に尾羽を動かして、「ブルルル」と風切る音を発し、ディスプレイを行う。

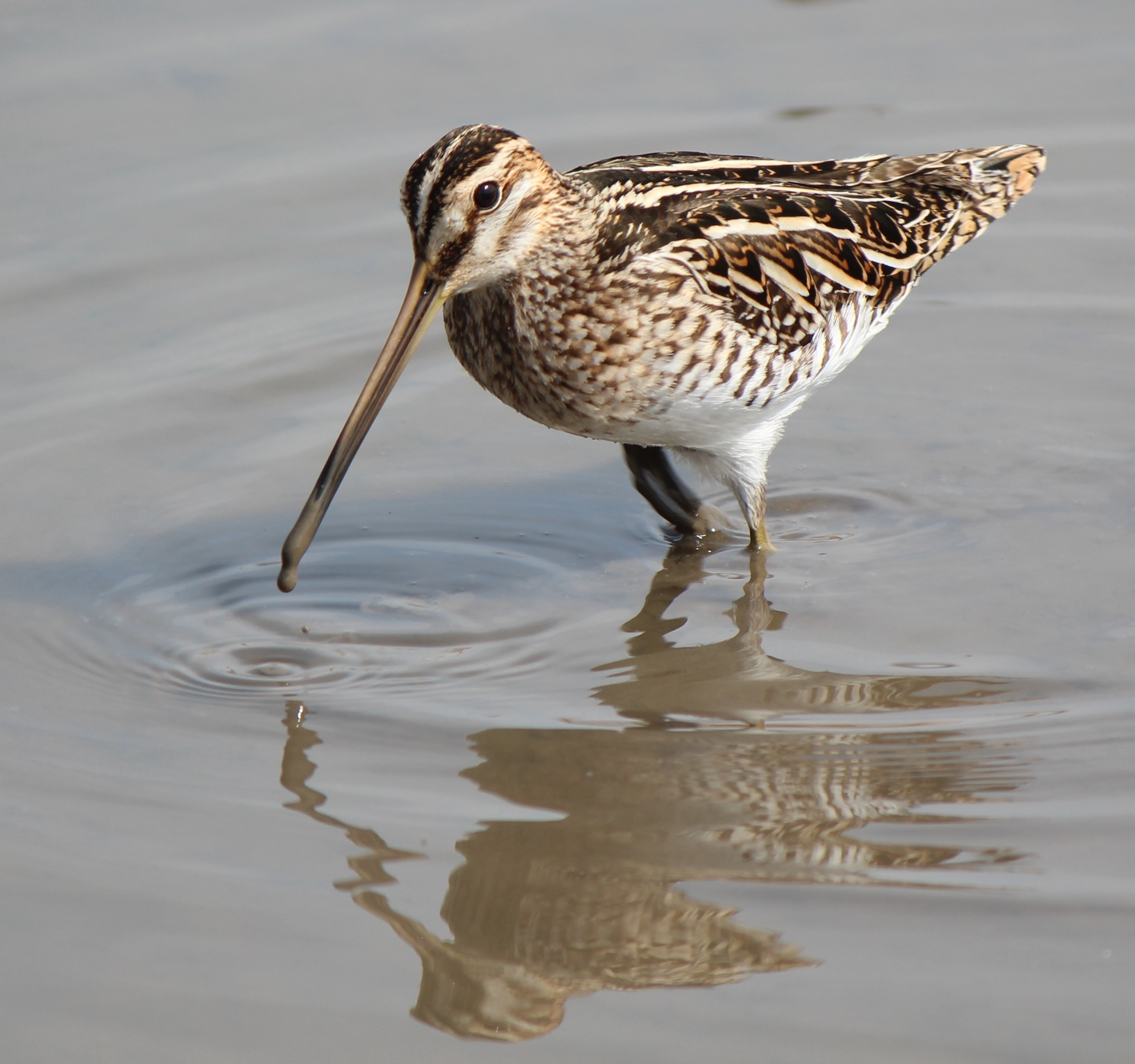
水田を歩くタシギ
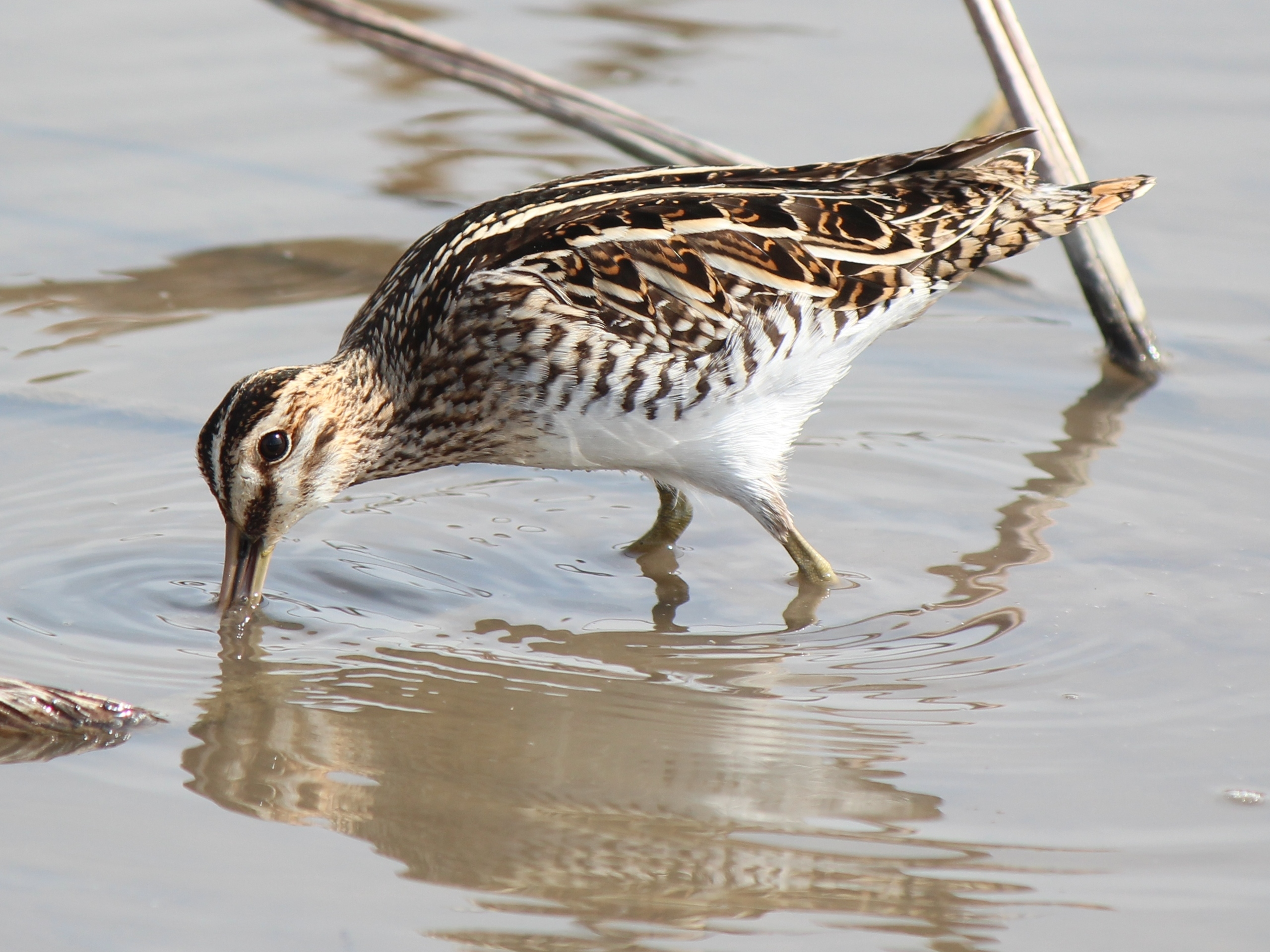
泥の中に嘴を入れて餌を探すタシギ
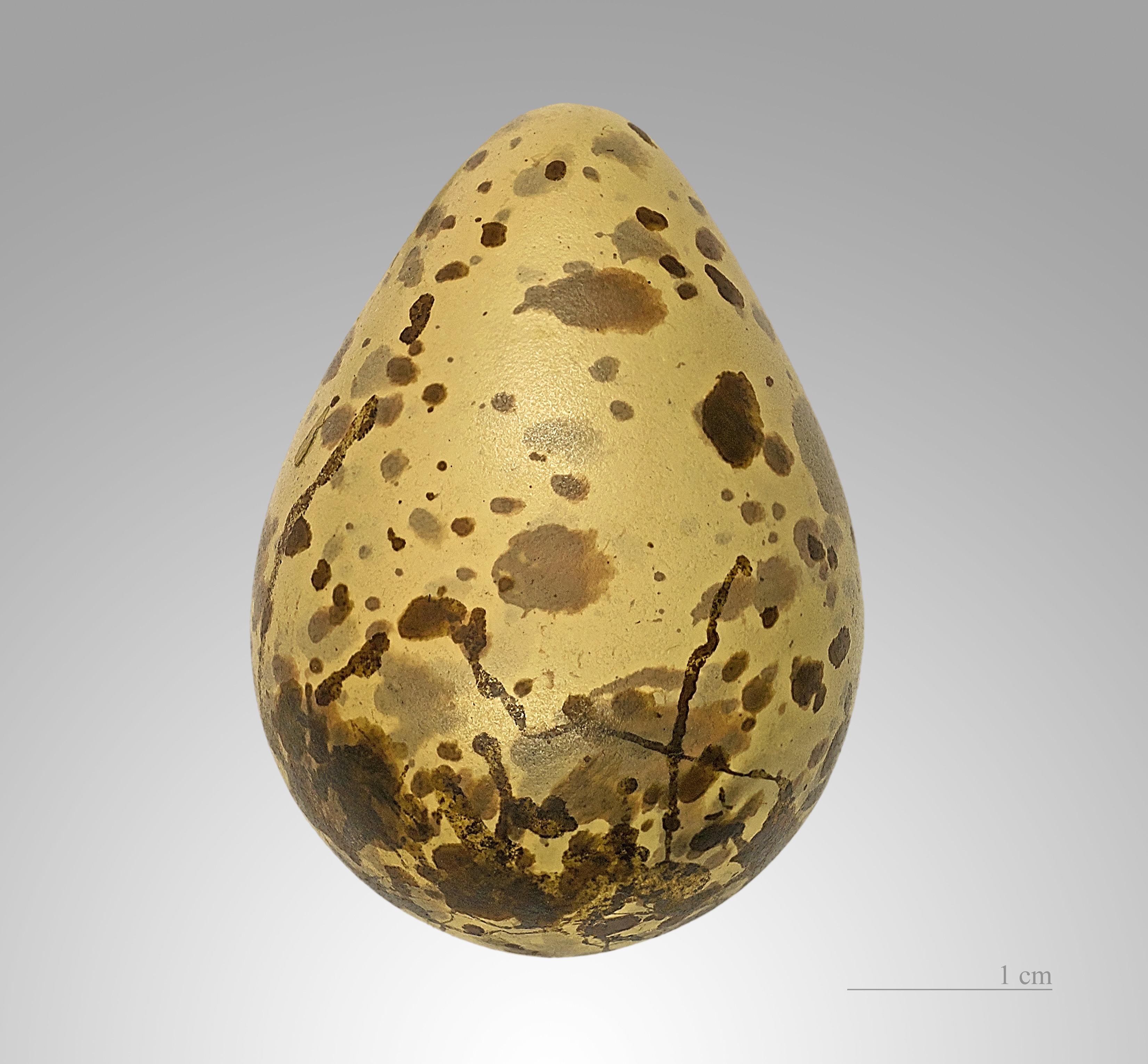
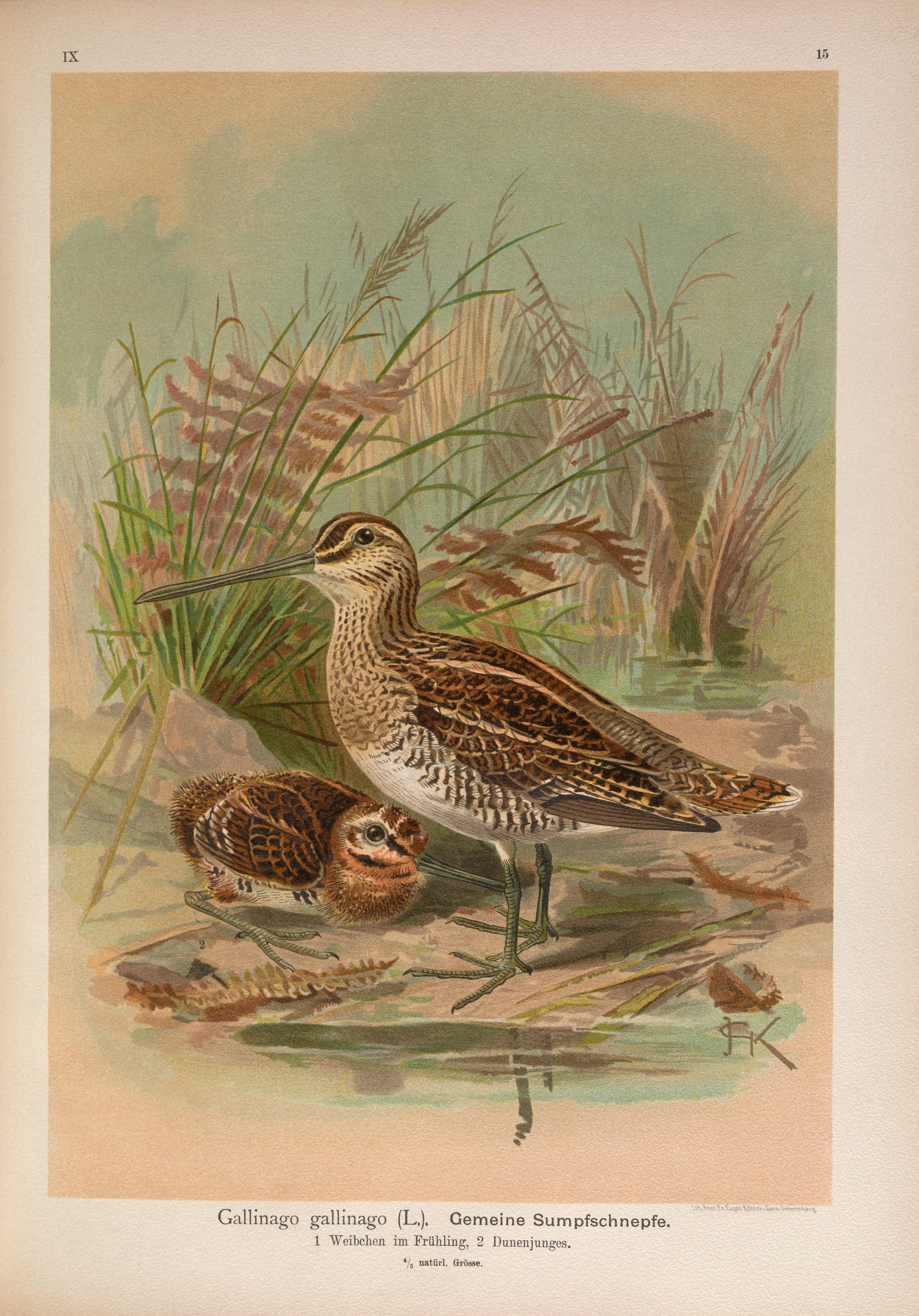
親子（スケッチ）

## 亜種
亜種は2種ある。
- Gallinago gallinago faeroeensis (C. L. Brehm, 1831)
- Gallinago gallinago gallinago (Linnaeus, 1758) - タシギ、日本で最も一般的なシギ類[3]。

## 種の保全状況評価
国際自然保護連合（IUCN）により、軽度懸念（LC）の指定を受けている。
日本の以下の都道府県で、以下のレッドリストの指定を受けている。
- 危急種（VU） - 兵庫県
- 準絶滅危惧（NT） - 滋賀県、大阪府、奈良県
- その他（注目種） - 神奈川県

日本で鳥獣保護法により狩猟鳥獣に指定されている。

## 人間との関係
フランス料理では食材として用いられる。
タシギは狩猟鳥に指定されており、狩猟の対象種である。大日本猟友会が発行している狩猟読本では、『骨が柔らかくその食味は正に焼鳥の王者である』の記述がある。
狙撃（スナイピング、sniping）はタシギ猟からの語源と言われている。